# Kinyongia boehmei
Kinyongia boehmei là một loài thằn lằn trong họ Chamaeleonidae. Loài này được Lutzmann & Necas mô tả khoa học đầu tiên năm 2002.